# Marco Mouly
Pour les articles homonymes, voir Mouly.
Mardoché Mouly, dit Marco Mouly, né à Tunis en mai 1965, est un repris de justice mêlé à plusieurs affaires judiciaires en lien avec le milieu du crime organisé franco-israélien. Spécialisé dans l'escroquerie et la fraude, il est notamment condamné dans l'affaire dite « de la fraude à la TVA sur les quotas de carbone ».

## Vie privée
Mardoché Mouly, dit « Marco Mouly » est né à Tunis en mai 1965 de parents juifs tunisiens, installés en France dans les années 1960. Il a grandi à Paris dans le quartier de Belleville. Il a sept frères et sœurs, arrête l’école à 12 ans et se présente comme « quasi illettré ».
Il a trois enfants, dont l'influenceuse Nina Guez, et est l'oncle du joueur de poker Cyril Mouly. Il a acquis un appartement de standing avenue Georges-Mandel à Paris.
Il entretient son amitié avec Samy Souied. Ils se lient avec Arnaud Mimran pour organiser et amorcer une fraude à la TVA sur les quotas carbone,. Dépeint comme un « flibustier haut en couleur », il affiche un style de vie ostentatoire, sans retenue  et revendique son amitié avec des stars. Le magazine Le Point évoque sa « tournée des plateaux télé, entre Sept à huit et Touche pas à mon poste ».

## Affaires judiciaires
Dans les années 1990, Marco Mouly apparaît dans des affaires, dont un dossier de vol et six d’escroquerie. Il est condamné une première fois à 13 mois de prison avec sursis en 1993.
Au début des années 2000, il « entre dans la carrière » de fraude à la TVA par achat revente de matériel téléphonique ou d'informatique.
À la suite de la mise au jour de l'affaire de la fraude à la TVA sur les quotas de carbone de 2008 à 2009 et des poursuites judiciaires associées, Marco Mouly est interpelé en 2013. Il est présent à toutes les audiences du procès de juillet 2016, mais ne se présente pas au délibéré. Il est condamné à 8 ans de prison.
Marco Mouly est arrêté en Suisse le 15 novembre 2016, après que le tribunal a délivré un mandat d’arrêt contre lui.
La cour d’appel de Paris confirme, le 28 juin 2017, la peine prononcée en première instance à son encontre. En complément, la cour a ajouté une peine de confiscation de son patrimoine, à hauteur du montant de sa part estimée dans l’escroquerie.
En 2019, il est condamné à 18 mois de sursis probatoire, pour un délit commis en 1998 aux dépens de l'État danois, via la société Vendôme Trading.
En avril 2020, alors âgé de 56 ans, Marco Mouly est placé sous le régime de la semi-liberté avec notamment obligation de travailler.
En février 2022, il est mis en examen pour une extorsion de fonds, qu'il qualifie de « vieille affaire ».
En mars 2024, son sursis probatoire est révoqué : selon le journaliste Fabrice Arfi, ce sursis était assorti de trois obligations, dont aucune n'aurait été remplie par Marco Mouly. Ainsi, la justice considère qu'il occupe « un emploi fictif » de community manager et qu'il « a fourni de fausses fiches de paie ». Il indique aussi qu'il travaille à un second livre et incarnera un rôle principal d'un futur film,.
Face à la perspective d'un retour en prison, Marco Mouly annonce partir en cavale,. Néanmoins, le 13 mars 2024, il se rend aux autorités judiciaires en se présentant, accompagné de son avocat, directement au tribunal judiciaire de Paris, en vue de son incarcération.
Fin mai 2024, il est entendu dans une enquête visant une société de Dominique Strauss-Kahn.
Le 17 juin, alors qu'il est incarcéré, il est placé en garde à vue pour avoir organisé son insolvabilité à la suite de condamnations précédentes. Il lui est notamment reproché d'avoir fait verser à sa fille les droits d'auteur qui lui revenaient pour son livre, en demandant « à percevoir une rémunération plus faible qu'elle, qui n’a pourtant écrit que quelques lignes ».
Le 25 septembre 2024, une peine de quatre ans de prison est requise à son encontre pour « organisation frauduleuse d’insolvabilité par débiteur, pour échapper à une condamnation de nature patrimoniale ».
Le 1er octobre 2024, il est confronté à Dominique Strauss-Kahn, dans le cadre d'une affaire de blanchiment d'argent.
Il est libéré le 2 novembre 2024 avant d'être condamné en son absence à 3 ans d'emprisonnement le 12 novembre suivant, pour « escroquerie et organisation frauduleuse d’insolvabilité par débiteur », peine assortie d'un mandat d’arrêt,.
Début 2025, il vit à Tel-Aviv et se dit près à rentrer en France pour son procès, à condition que ça ne soit pas « un procès contre [lui] ». Il estime ne pas être en cavale. Il est sous le coup d'un mandat d'arrêt et est arrêté à Rome le 30 mars 2025 à sa descente d’avion. 
Le 16 juillet 2025, il est extradé d’Italie vers la France et placé en détention le lendemain,.

## Documentaire, livre et fictions
Marco Mouly a inspiré un documentaire Netflix, Les Rois de l'arnaque,,, et a écrit avec Julie Madar un récit arrangé de l'une de ses cavales, La Cavale : La course folle du Roi de l'arnaque, paru en 2022. Le journaliste Fabrice Arfi le met en scène dans son livre D'argent et de sang. Le livre est ensuite adapté à l'écran par Xavier Giannolli, sous la forme d'une série et sous le même nom, D'argent et de sang. Marco Mouly y a inspiré un des personnages, Alain Fitoussi, dans lequel il ne se reconnaît pas. Il aurait également inspiré le personnage de Coco (2009) dans le film de Gad Elmaleh.
Ce documentaire a donné lieu à l'enregistrement d'une chanson de rap interprétée par un dénommé Val et dont Marco Mouly a écrit les paroles : Chanson de Marco Mouly.

### Vidéo
- Donald Walther, « Quotas carbone : comprendre la fraude fiscale qui a coûté 1,6 milliard d’euros à l’Etat » [vidéo], sur LeMonde.fr, 1er juin 2017